# Хайде, Вернер
Вернер Хайде или Гейде (также Фриц Заваде) (нем. Werner Heyde; 25 апреля 1902, Форст — 13 февраля 1964, Буцбах) — немецкий психиатр. Профессор психиатрии и неврологии Вюрцбургского университета (1939). Доктор наук. Военный преступник.
Один из главных организаторов программы Т-4 («Акция Тиргартенштрассе 4») в Третьем рейхе.

## Биография
В 1922—1925 годах изучал медицину в университетах Берлина, Фрайбурга, Марбурга, Ростока и Вюрцбурга. Затем работал в больнице в Котбусе и санатории Виттенау под Берлином. Был помощником главного врача психиатрической больницы при Вюрцбургском университете.
В 1933 году познакомился с Теодором Эйке. Вступил в ряды НСДАП. В 1934 году был назначен директором поликлиники в Вюрцбурге.
В 1935 году вступил в СС. Как дипломированный специалист-медик в звании гауптштурмфюрера стал командиром медико-санитарной части подразделения «Мёртвая голова» (нем. SS-Totenkopfverbände, SS-TV), отвечавшего за охрану концентрационных лагерей Третьего рейха. Вернеру Гейде было поручено создание системы психиатрических и евгенических исследований по стерилизации, а в дальнейшем и физическому уничтожению людей с психическими расстройствами, умственно отсталых и наследственно отягощённых больных в концлагерях, а также организация Т-4 Программы эвтаназии. Кроме того, он также работал в качестве консультанта по психиатрии в гестапо.
В 1938 году был назначен начальником штаба медицинского департамента штаб-квартиры СС (SS-Hauptamt), в 1939 году — профессор психиатрии и неврологии в Университете Вюрцбурга, а с 1940 года — директор психиатрической больницы.
В 1941 году он сменил на посту руководителя Т-4 Программы эвтаназии Пауля Ницше (Paul Nitsche).
Вернер Хайде — именитый и уважаемый в немецком обществе специалист, доктор психиатрии, направлявший и вдохновлявший осуществление программы, имевший широкое международное признание, стал руководителем проекта.
В 1944 году был награждён персональным знаком — кольцом «Мёртвая голова», выданным лично Генрихом Гиммлером. В конце войны получил звание штандартенфюрера СС (полковника).
После окончания Второй мировой войны, Хайде был интернирован и заключён в тюрьму, но в 1947 году ему удалось бежать. Под вымышленным именем Фриц Заваде 13 лет скрывался, продолжая заниматься медицинской практикой в качестве спортивного врача и психиатра в Фленсбурге, участвовал в качестве эксперта в судебных делах.
Его выдал один из коллег, которому было известно о прошлом Хайде. Тот сперва сбежал, но после нескольких дней розыска сдался полиции Франкфурта 12 ноября 1959 года. 13 февраля 1964 года, за пять дней до суда над ним, доктор и военный преступник Вернер Хайде повесился в тюремной камере в Буцбахе.

## Присвоение воинских званий
| Число | Месяц  | Год  | Звание                |
| ----- | ------ | ---- | --------------------- |
| 1     | июня   | 1936 | гауптштурмфюрер СС    |
| 30    | января | 1941 | штурмбаннфюрер СС     |
| 20    | апреля | 1943 | оберштурмбаннфюрер СС |
| 20    | апреля | 1945 | штандартенфюрер СС    |